# ベンジャミン・ホブソン
ベンジャミン・ホブソン（Benjamin Hobson、中国名は合信(He Xin) 1816年1月2日 - 1873年2月16日）は、イギリスの宣教師、医師である。

## 経歴
1816年、ノーサンプトンシャーのウェルフォードに生まれた。ロンドン大学で学んだ後、宣教師となる。
1839年にマカオの澳門教会医院で働き、広州西郊に恵愛医館を開設して宣教医としてはたらきながら、医学書を執筆した。中国に初めて西洋解剖学を伝えた人物として知られ、『全体新論』が有名である。1856年10月、第二次アヘン戦争が起こると上海に避難し、仁済医館で働いた。20年間中国で働いた後に帰国しロンドンで没した。

## 業績・評価
ホブソンの著作は幕末から明治初期にかけて日本に伝わり日本医学に影響を与えた。

## 著作
1. 恵愛医館年紀 1850年
2. 全体新論 1851年
3. 上帝弁証 1852年
4. 祈祷式文 1854年
5. 何答良言 1855年
6. 信徳之解
7. 博物新編 1855年
8. 天文略論 1845年
9. 聖書擇錦 1856年
10. 古訓撮要 1856年
11. 基督降世傳
12. 聖地不收貪骨論
13. 聖主耶穌教示聖差保羅復活之理
14. 詩篇
15. 論仁愛之要
16. 西醫略論
17. 婦嬰新説
18. 内科新誡
19. Dialong in the Canton Venacular
20. Anuual Reports for Nine years of the Missionary Hospital at Canton
21. A Medical Vocabulary in English and Chinese Shanghai 1858

## 参考
1. ↑  “龍谷大学展示室--稀書と大学歴史資料1--”.  龍谷大学. 2008年10月25日時点のオリジナルよりアーカイブ。2012年3月7日閲覧。